# Fenol
A fenol (régi nevén karbolsav, INN: phenol) jellegzetes illatú, színtelen, kristályos szilárd anyag, amelyben egy benzolgyűrűhöz egy hidroxilcsoport kapcsolódik. Ez az egyik legegyszerűbb aromás vegyület. A fenolok legegyszerűbb képviselője. (A fenolok olyan hidroxilvegyületek, amelyben a hidroxilcsoport közvetlenül aromás gyűrűhöz kapcsolódik.) Képlete C6H5OH.
A fenol név a görög phainó (φαίνω = fénylik) szóból, a karbol a latin carbo=szén és oleum=olaj szavakból ered.

## Előfordulása
A kőszénkátrányban fordul elő, ebből állította elő Friedrich Ferdinand Runge 1834-ben. A fehérje eredetű aminosavak közül a tirozin fenol oldalláncot tartalmaz. Kis mennyiségben a fenyőfa törzse és tűlevele is tartalmazza.

## Tulajdonságai

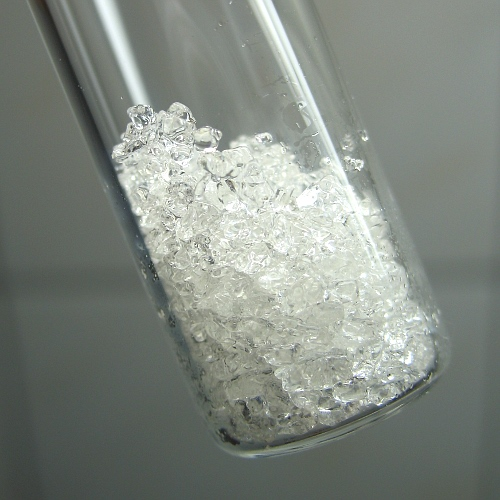
2 gramm fenol

- Tiszta állapotban színtelen; a levegőn könnyen rózsaszínűvé, majd barnásvörössé válik.
- Olvadáspontja: 40,8 °C
- Forráspontja: 182 °C
- Sűrűsége 1,06 g/cm³
- Vízben kis mértékben oldódik, vizes oldata gyengén savas.
- Szerves oldószerekben jól oldódik.
- Lúgokban fenolátok képződése közben oldódik. Erőssége viszont kisebb, mint a szénsavé, ezért karbonátok nem oldják.
- Hidroxilcsoportja éteresíthető és észteresíthető. Közvetlen úton nem alakíthatók át észterré, de az alkoholokhoz hasonlóan karbonsav-kloridokkal és savanhidridekkel észterek képződnek. A fenolok alkálisói alkil-halogenidekkel éterekké alkilezhetők. (Williamson-szintézis)
- Könnyen elektrofil szubsztitúcióba vihető (pl.: nitrálás). A hidroxilcsoport orto- és para- helyzetbe irányít. Az elektrofil szubsztituensek növelik savi erősségét, így a pikrinsav erőssége már ásványi sav nagyságrendű.
- A fenolok savas jellege erősebb, mint az alkoholoké, de még így is gyenge savnak számítanak (az alkoholok jellemző pKa értéke 16-17, míg a fenoloké 10 körül mozog).[4] E különbség abból adódik, hogy a hidroxilcsoport nemkötő elektronpárja delokalizálódik, lecsökken az oxigén körül az elektronsűrűség, közelebb húzza magához az O−H kötő elektronpárt, és így a proton könnyebben le tud szakadni.

## Előállítása
Előállítására több lehetőség is van.
- Klórbenzolt hidrolizálva bázis vagy vízgőz jelenlétében fenolt kapunk.

{\displaystyle \mathrm {C_{6}H_{5}{-}Cl+H_{2}O\rightarrow C_{6}H_{5}{-}OH+HCl} }
- Első ipari előállítása nátrium-benzolszulfonátból indult ki nátrium-hidroxidos ömlesztéssel, melyből nátrium-fenolát képződik. Ezt savas kezeléssel fenollá alakítják:

{\displaystyle \mathrm {C_{6}H_{5}{-}SO_{2}ONa+NaOH\rightarrow C_{6}H_{5}{-}ONa+NaHSO_{3}} }
{\displaystyle \mathrm {C_{6}H_{5}{-}ONa+HCl\rightarrow C_{6}H_{5}{-}OH+NaCl} }
- A kumol-hidroperoxid átrendeződéses reakciója a fenol előállítására alkalmazott legfontosabb ipari eljárás. Elsőként a kumolt (izopropil-benzolt) katalitikusan oxidálják, majd a képződő kumol-hidroperoxidot savas katalízissel fenollá és acetonná alakítják. Az eljárás népszerűsége abból fakad, hogy olcsó alapanyagokból állítják elő a fenolt, és melléktermékként egy fontos szerves oldószer, aceton keletkezik.

{\displaystyle \mathrm {C_{6}H_{5}{-}C_{3}H_{7}+O_{2}\rightarrow C_{6}H_{5}{-}C_{3}H_{6}{-}O{-}O{-}H} }
{\displaystyle \mathrm {C_{6}H_{5}{-}C_{3}H_{6}{-}O{-}O{-}H\rightarrow C_{6}H_{5}{-}OH+C_{3}H_{6}O} }

## Felhasználása
Főleg különböző ipari célokra használják: szalicilsavat, pikrinsavat, színezékeket, műanyagokat (bakelit, fenolplasztok), növényvédő és fakonzerváló szereket készítenek belőle. Dezinficiáló (fertőtlenítő) hatású.

## Élettani hatása
Bőrrel érintkezve vagy szembe kerülve maró hatású, lenyelve vagy belélegezve mérgező. Ha felszívódik, kábultságot, vesebántalmakat, légzés- és szívbénulást okozhat. A fenol koagulációra (alvadásra, kicsapódásra) készteti a fehérjéket. Ezzel magyarázható fertőtlenítő és mérgező hatása. A szervezet D-glükuronsav-fenilglikoziddá alakítja és így hatástalanítja. A VIII. Magyar Gyógyszerkönyvben   Phenolum    néven hivatalos.  